# Авива центар
Авива центар (енгл. Aviva Centre), бивши Рексал центар (Rexall Centre), је главни тениски терен, који се налази у Торонту, Онтарио, Канада на Јорк универзитету. Највише се користи за Отворено првенство Канаде у тенису, женски тениски турнир који се игра сваке друге године у Торонту и Канада мастерс, тениски турнир за мушкарце који се такође игра сваке друге године у Торонту, из АТП Мастерс серије, када се женски турнир одржава у Монтреалу.
Терен је изграђен 2004. године и има капацитет од 12.500 гледалаца. Поред главног терена има још 11 споредних терена који се налазе непосредно уз стадион. На свих дванаест стадиона су подлоге направљене од такозваног Деко турф ваздушног акрилика (DecoTurf cushioned acrylic surface).
Стадион је носио име Рексал центар у периоду од 2004. до 2015. године, када је име промењено у Авива центар.
Авива центар је такође дом Тенис Канаде, канадског тениског савеза, и Онтаријске тениске асоцијације. Овај стадион је заменио бивши Национални тенис центар који је затворен 2002. године.

## Галерија
- Авива центар на Јорк универзитету у Торонту, Канада
- Моменат из сусрета Ђоковић - Данчевић 2008.
- Ђоковић сервира
- Новак у Торонту 2008.
- Новак − Федерер 2010.